# سيخوخون يونايتد
نادي سيخوخون يونايتد لكرة القدم (بالإنجليزية: Sekhukhune United Football Club)‏ هو نادي كرة القدم جنوب إفريقي من منطقة سيخوخون, ليمبوبو, التي تلعب في دوري جنوب إفريقيا الممتاز. لعب النادي سابقا باسم كل أفريكا ستارز في دوري الدرجة الثانية ، وقد تأسس النادي باسمه الحالي بعد شراء رخصة الدرجة الأولى الوطنية من تشاخوما تشا مادزيفهانديلا. في موسمه الافتتاحي ، فاز ب دوري الدرجة الأولى الجنوب إفريقي 2020–21 ، وصعد إلى الدوري جنوب إفريقيا الممتاز 2021–22.
احتل النادي المركز الـ11 في موسمه الأول في الدرجة الأولى ، و 7 في موسمه الثاني ، بالإضافة إلى الوصول إلى نهائي كأس نيدبانك 2022–23 ، وسيتنافس في كأس إم تي إن 8 وكأس الكونفيدرالية الإفريقية في موسم 2023–24.

## الإنجازات
- أبطال الدوري الدرجة الأولى الجنوب إفريقي 2020–21 [2]

## روابط خارجية
- نتائج سيخوخون يونايتد